# ژیل مگنوس
ژیل مگنوس (انگلیسی: Gilles Magnus؛ زادهٔ ۳۰ اوت ۱۹۹۹) راننده خودروی مسابقه‌ای اهل بلژیک است. او پیش‌تر مابین سال‌های ۲۰۲۰ تا ۲۰۲۲ در رقابت های جهانی خودروهای تورینگ (World Touring Car Cup) رقابت کرده است. همچنین او به عنوان راننده کارخانه‌ای برای آئودی اسپرت فعالیت داشته است. او برنده مسابقه ۲۴ ساعته دبی در سال ۲۰۲۴ است.